# Scott Menville
Scott David Menville (Malibù, 12 febbraio 1971) è un attore e doppiatore statunitense.

## Biografia
Menville è nato il 12 febbraio 1971 ed è figlio dell'animatore e autore televisivo Chuck Menville (1940–1992).
Il suo primo ruolo è arrivato nel 1979 in un episodio di Scooby-Doo & Scrappy-Doo. È forse meglio conosciuto per aver fornito la voce di Robin nella serie animata di Teen Titans, quella di Lloyd Irving in Tales of Symphonia, assumendo il ruolo di Freddy Flintstone da Lennie Weinrib in The Flintstone Kids e Ma-Ti in Capitan Planet e i Planeteers.
Menville è anche un musicista. Era il bassista del gruppo rock californiano Boy Hits Car, con cui ha pubblicato tre album prima di lasciare la band nel 2006; era stato un membro fondatore della band. 
Menville ha anche partecipato a ruoli non doppiatori. È apparso nel film Ernesto - Guai in campeggio (1987) e ha avuto ruoli ricorrenti ne Gli amici di papà (Full House) nei panni del fidanzato di Kimmy Gibbler, Duane, e in Blue Jeans (The Wonder Years), nei panni del migliore amico di Wayne, Wart.
Ha doppiato Metamorpho in Batman: The Brave and the Bold (2008-2011), JT e Jimmy Jones in Ben 10, e riprende il ruolo di Robin in Teen Titans Go!.
Nel 2016 ha interpretato Arthur, il computer dei gemelli Goodwin nella serie TV Second Chance, e Sneezy nella serie TV animata di Disney XD dal titolo I 7N (The 7D). Nello stesso anno, ha anche ripreso il ruolo di Duane ne Le amiche di mamma.

## Doppiatori italiani
Nelle versioni in italiano delle opere in cui ha recitato, Scott Menville è stato doppiato da:
- Enrico Pallini in The Mentalist
- Luca Graziani in NCIS - Unità anticrimine

Da doppiatore è sostituito da:
- Alessio De Filippis in Teen Titans, Teen Titans Go!, Teen Titans Go! - Il film, Teen Titans Go! Vs Teen Titans
- Laura Latini in Capitan Planet e i Planeteers
- Matteo Zanotti in Batman: The Brave and the Bold
- Davide Garbolino in Starcraft II - Wings of Liberty
- Luigi Ferraro in Second Chance
- Stefano Pozzi in Sunset Overdrive [1]